# Mestre Ferradura

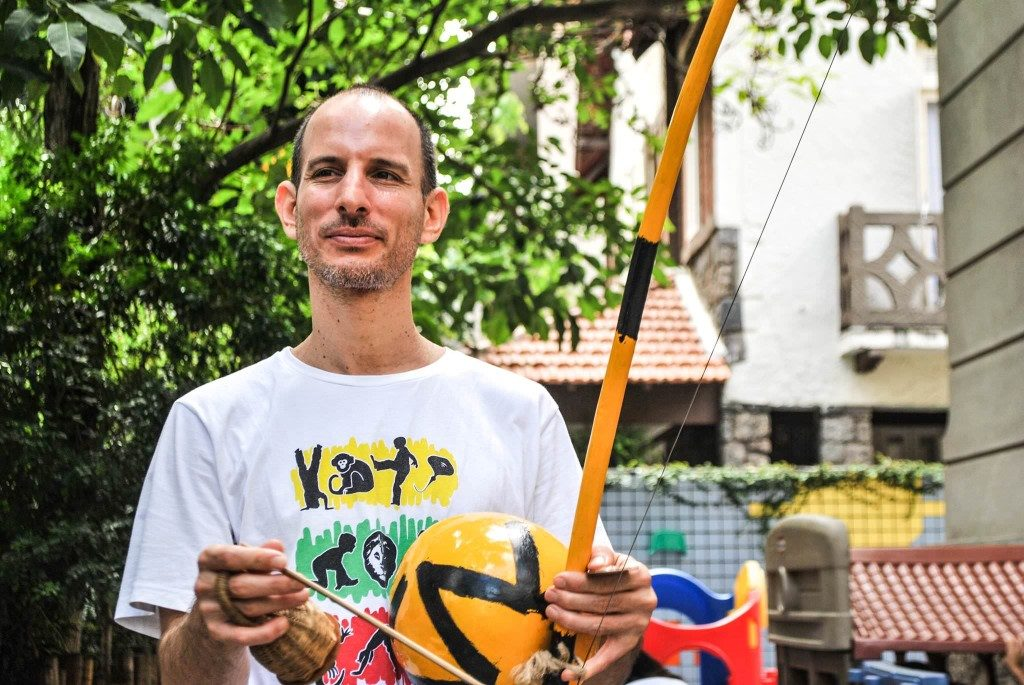
Mestre Ferradura em escola de educação infantil.

Omri Ferradura Breda, também conhecido como Mestre Ferradura (22 de janeiro de 1976) é um mestre de Capoeira brasileiro, pedagogo, atual presidente do Instituto Brasileiro de Capoeira Educação e diretor do Projeto Brincadeira de Angola. O IBCE atua na favela da Babilônia com projetos socioeducativos e culturais voltados para juventude, meio ambiente e igualdade de gênero.

## Biografia
Começou a praticar Capoeira no Rio de Janeiro em 1991, passando a lecionar a partir de 1993. Se formou em pedagogia pela Universidade Federal do Estado do Rio de Janeiro, sendo citado como aluno notável da instituição, ao lado de outras referências:

Fora a parte científica, a UNIRIO se consagra por ter alunos notáveis que estudaram nos cursos de Ciência política (Duda Beat, Arquivologia (Jaime Antunes da Silva), Medicina (Ronaldo Caiado, Alexandre Serfiotis), Música (Nilze Carvalho, Paulinho da Viola), Pedagogia (Mestre Ferradura), Teatro e Artes Cênicas (Camila Pitanga, Dira Paes, Marco Nanini Mateus Solano e Micaela Góes)

— Uma citação no artigo da UNIRO.
Breda se especializou em Educação Infantil e criou o Projeto Brincadeira de Angola, cuja finalidade é o ensino lúdico da capoeira aplicado a educação infantil. No Instituto Brasileiro de Capoeira-Educação, projeto o qual preside, auxilia professores a compreenderem os conceitos da Capoeira-Educação. A difusão dos seus métodos pedagógicos alcança projeção internacional, tornando-se uma das maiores referências mundiais nesse campo e ganhado destaque em diversos veículos de comunicação, como a Revista Veja, quando foi retratado como Carioca Nota 10.

### Contribuições no campo da Capoeira-Educação
Possui ampla projeção enquanto difusor do método Brincadeira de Angola, que é uma abordagem pedagógico-filosófica baseada no potencial educacional da capoeira, aplicando a capoeira como prática pedagógica transformadora na formação de sujeitos autônomos e desconstrução do racismo através da valorização das raízes africanas. A base do método são os conhecimentos ancestrais da capoeira, passados de mestres a discípulos de forma tradicional. Equilibrando estes saberes populares com os conhecimentos acadêmicos, o método Brincadeira de Angola sugere uma Pedagogia da Capoeira. Uma outra contribuição proeminente do Mestre Ferradura para a comunidade da Capoeira foi a produção do Movimento Novo, junto com o Mestre Itapuã Beira-Mar, que trouxe  discussões acerca da  da violência resultante do contato de capoeiristas de escolas diferentes e propôs uma interação pacífica para as novas gerações.
Mestre Ferradura desenvolveu  também diversos cursos online gratuitos para contribuir na formação continuada de professores, tendo sido ainda premiado com o primeiro lugar no Edital da Funarte para criação de materias pedagógicos para professores de Música na Educação Infantil da rede pública de ensino.

## Pesquisa e produção acadêmica
Há mais de uma década, o Mestre Ferradura tem atuado na formação de professores e divulgação da sua metodologia pedagógica no Brasil e na Europa. Entre suas referências acadêmicas, encontram-se Paulo Freire, Muniz Sodré, Marshall Rosemberg, Emília Viotti da Costa, Elisa Larkin Nascimento, Thomas E. Skidmore, Nestor Capoeira, Michel Foucault, A.S. Neil, Terry Orlick e Peter Slade. Em seu trabalho de divulgação acadêmica, Mestre Ferradura viaja e integra diversos programas de formação e treinamento de professores e mestres em centros universitários pelo Brasil e no Mundo. Entre as instituições as quais seus cursos e simpósios foram ministrados, estão incluídas a UFRR, UFBA, USP e Museu da República.
Entre seus artigos publicados, estão:
- A capoeira como prática educativa transformadora (2010)[25]
- A Capoeira como prática pedagógica na Educação Infantil (2015)[26]
- Capoeira e educação libertária para formação de sujeitos autônomos – as práticas de ensino nas rodas de rua do Rio de Janeiro (2019)[27]
- Ideologia racial brasileira: o racismo subjacente nas histórias em quadrinhos (2015)[28]

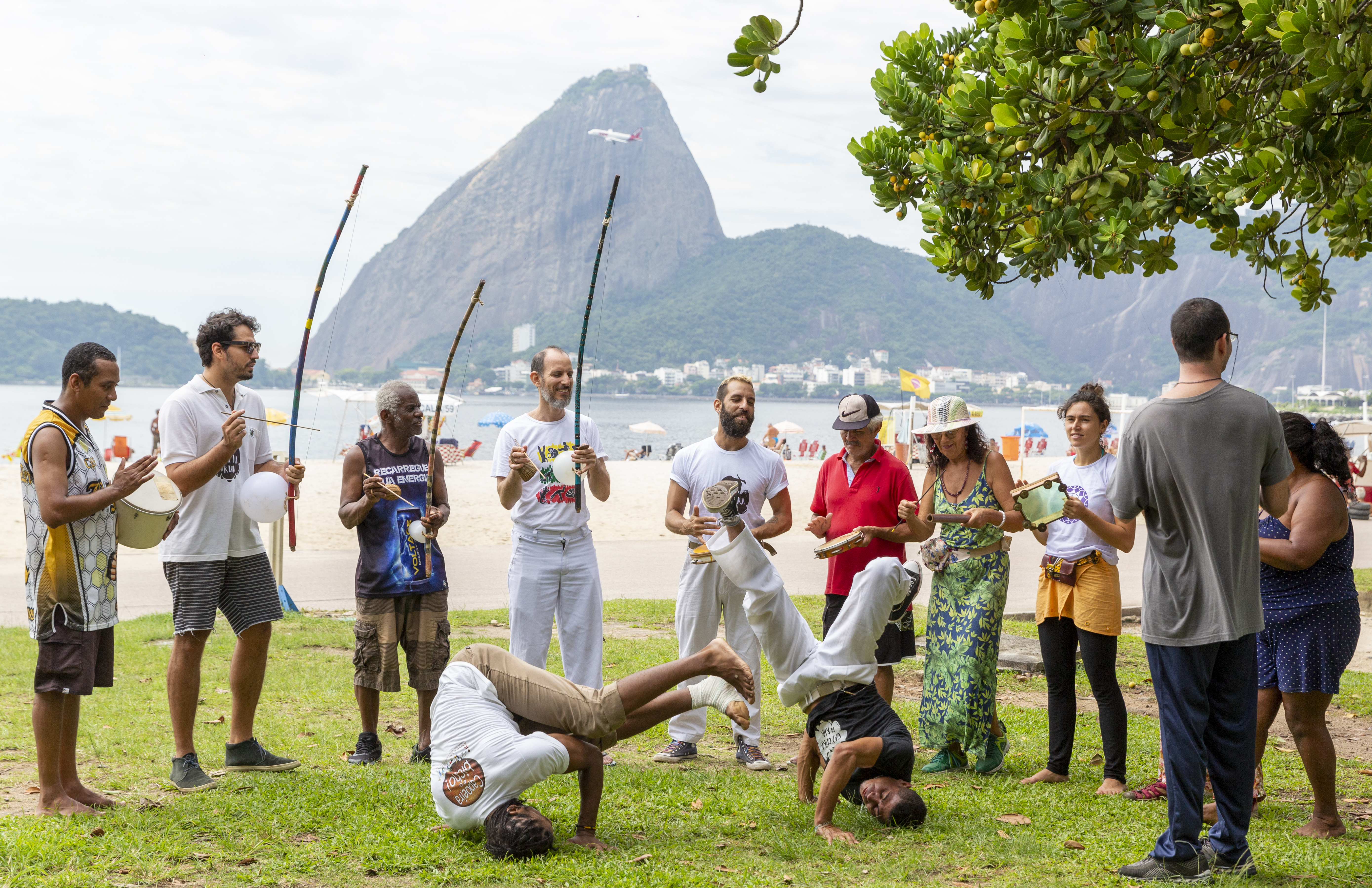
Mestre Ferradura conduzindo uma roda de Capoeira de Rua

Sua obra também é referência acadêmica de diversos autores do campo da pedagogia e do estudo dos conhecimentos oriundos das matrizes africanas, influenciando e sendo citado em uma série de monografias.
Uma reportagem especial da TV Globo destacou sua trajetória no alto da Babilônia como uma “Relíquia da Babilônia". Também foi perfilado pelo portal G1 e Diário do Povo, que enfatizou sua contribuição para a transformação social através da capoeira.

## Ação social
Em 2023, Mestre Ferradura recebeu da Câmara Municipal do Rio de Janeiro o Prêmio Hélio Gracie de Mérito Esportivo, concedido a personalidade de destaque no esporte e na inclusão social. Em 2024, foi homenageado com o Prêmio Dandara Zumbi em Melhor Trabalho Social, em reconhecimento à sua atuação em prol da cultura negra e das comunidades periféricas. 

Mestre Ferradura desenvolveu diversos projetos sociais pelo Instituto Brasileiro de Capoeira-Educação, entre eles:

Quando a gente traz a capoeira de rua para eles, é um pouco de cultura, e um pouco de visibilidade. E ao mesmo tempo, trazer aquela ideia da roda, do olhar, do olho no olho, do carinho, do acolhimento, do pertencimento, e você saber que ali dentro você é somente mais um capoeirista.

—Mestre Ferradura, em entrevista ao programa "Balanço Geral", em dezembro de 2019. [27]

A população de rua passa por um processo de invisibilização, e na hora da capoeira, nos necessariamente temos que olhar um para o outro, interagir, se tocar, conhecer um pouco dos sentimentos e das necessidades do outro. A autoestima do aluno é muito trabalhada a partir do momento que ele é visto, que ele é escutado, nas necessidades mais básicas de carinho, de acolhimento e de pertencimento.

—Mestre Ferradura, em entrevista ao programa "Como Será", em agosto de 2019. [28]
- No Instituto Benjamin Constant, com o projeto de Capoeira para crianças cegas e com baixa visão[39]
- No DEGASE, com meninos institucionalizados cumprindo medidas sócio-educativas[40][41][42]
- O Capoeira de Rua, com pessoas em situação de rua[43][44]
- O IBCE pela Paz, em parceria com o Gingando Pela Paz, em parceria com a UNESCO e o Viva Rio[45]
- A Formação Profissional em Capoeira-Educação, no Morro da Babilônia, visando a geração de renda e o desenvolvimento humano de jovens.[46]
- Capoeira no Hospital Pinel, com pacientes psiquiátricos.
- Capoeira Nem, com a população LGBTQUIAP+, junto a Casa Nem[47][48][49]
- A Roda com Rango, servindo 2500 quentinhas ao ano, em parceria com a Gastromotiva

## Participações artísticas
Foi palestrante da XXIX Semana do Meio Ambiente da PUC-Rio, promovida pelo Núcleo Interdisciplinar de Meio Ambiente (NIMA), com foco na relação  entre capoeira, território e sustentabilidade.
Na área artística, carrega na bagagem trabalhos de direção de capoeira e parcerias em diversos campos, como com:
- A Intrépida Trupe, no espetáculo Kronos, tendo participado também da comissão de frente da Mocidade Independente de Padre Miguel, que no Carnaval de 1999 ganhou o "Prêmio Tamborim de Ouro".
- Com Paola Barreto Leblanc, quando assinou a direção de Capoeira e foi co-roteirista do filme “Maré Capoeira”[51]
- Com João Falcão, Diretor da “Ópera do Malandro”, quando fez a preparação corporal da trupe para a estreia no Theatro Municipal do Rio de Janeiro

## Referencias
1. ↑  «Portal da Capoeira». https://capoeira.iphan.gov.br. Consultado em 10 de abril de 2023
2. ↑  «CEPE USP» (PDF)
3. ↑  «Evento da Cult Ufba» (PDF). Cult Ufba. Consultado em 12 de abril de 2023
4. ↑  «Mestre ministra curso pedagógico para ensinar capoeira a crianças». O Globo. Consultado em 12 de abril de 2023
5. ↑  «Mestre Ferradura». IBCE (em inglês). Consultado em 28 de fevereiro de 2020
6. ↑  «Carioca Nota 10». Veja. Consultado em 9 de abril de 2023
7. ↑  «Festival de Capoeira inclui programa para idosos». Santos SP. Consultado em 12 de abril de 2023
8. ↑  «Oficina durante campão cultural». Consultado em 12 de abril de 2023
9. ↑  «Oficinas de capoeira». Semi Capoeira. Consultado em 12 de abril de 2023
10. ↑  «Capoeira na escola é uma janela para a desconstrução do racismo». Catraca Livre. Consultado em 12 de abril de 2023
11. ↑  Capoeira, Rolha (7 de setembro de 2016). «Mestre Ferradura’s Great Insight on the Importance of Capoeira’s African Roots». www.capoeiranewsonline.com. Consultado em 28 de fevereiro de 2020
12. ↑  «Festival da Capoeira». Folha Santista. Consultado em 12 de abril de 2023
13. ↑  «17 de julho de 2019 - Iê Camará». tribunadoceara.com.br. Consultado em 28 de fevereiro de 2020
14. ↑  «Capoeira: O Último Movimento Novo (Com Vídeos)». Capoeira - Rio. 3 de janeiro de 2019. Consultado em 28 de fevereiro de 2020
15. ↑  CAPOEIRA, Nestor (2002). O Novo Manual do Jogador. Rio de Janeiro: Record. 488 páginas. ISBN 978-8501048790
16. ↑  «Prêmio Funarte em toda parte» (PDF). GOV. Consultado em 12 de abril de 2023
17. ↑  «Educação Pública - Biblioteca - Educação Física e jogos». www.educacaopublica.rj.gov.br. Consultado em 28 de fevereiro de 2020
18. ↑  «Palestrantes». USP. Consultado em 12 de abril de 2023
19. ↑  «Mestres Dunga e Ferradura fazem oficinas de capoeira na UFRR». Globoesporte.com
20. ↑  «O ensino e a difusão da capoeira foi debatido no XV Enecult – ENECULT» (em inglês). Consultado em 28 de fevereiro de 2020
21. ↑  «CEPEUSP - Centro de Práticas Esportivas da USP – Simpósio Internacional de Capoeira». www.cepe.usp.br. Consultado em 28 de fevereiro de 2020
22. ↑  Culturais, Mapas (8 de maio de 2019). «Mestre Ferradura». Mapas Culturais. Consultado em 28 de fevereiro de 2020
23. ↑  «Projeto Capoeirando terá aulas gratuitas para o público infantil». Correio do Estado (em inglês). Consultado em 28 de fevereiro de 2020
24. ↑  «Goiânia recebe curso de Formação Continuada em Capoeira na Educação Infantil | Revista Zelo». revistazelo.com.br. Consultado em 28 de fevereiro de 2020
25. ↑  «Capoeira educativa». Educação Pública. Consultado em 12 de abril de 2023
26. ↑  «Revista Educação Pública - A Capoeira como prática pedagógica na Educação Infantil». educacaopublica.cecierj.edu.br. Consultado em 28 de fevereiro de 2020
27. ↑  «Revista Educação Pública - Capoeira e educação libertária para formação de sujeitos autônomos – as práticas de ensino nas rodas de rua do Rio de Janeiro». educacaopublica.cecierj.edu.br. Consultado em 28 de fevereiro de 2020
28. ↑  «Ideologia Racial Brasileira». Educação Pública. Consultado em 12 de abril de 2023
29. ↑  «Concepções de origem do ser humano e os conhecimentos das religiões de matriz africana» (PDF). Repositório UFRRJ
30. ↑  «A capoeira como ferramenta metodológica na educação infantil: um relato de práticas educativas» (PDF). Monografias UFRN
31. ↑  «Uma intervenção psicopedagógica para educadores sociais de capoeira» (PDF). IV Congresso Nacional de Educação - CONEDU
32. ↑  «CONTRIBUIÇÃO DA CAPOEIRA NO PROGRAMA MAIS EDUCAÇÃO PARA A PROMOÇÃO DA CULTURA AFRO-BRASILEIRA: a experiência de um Centro Integrado de Educação Pública em Santa Bárbara d'Oeste/SP» (PDF). Repositório de Monografias da UNISAL
33. ↑  «O convívio da diferença: práticas biopolíticas no jogo de dentro e no jogo de fora» (PDF). Respositório de Dissertações PUC-SP
34. ↑  «CAPOEIRA ANGOLA NA ESCOLA MUNICIPAL NOVA MORADA: perspectivas e práticas educativas na construção das identidades culturais» (PDF). Repositório do Programa de Pós-Graduação da UFPE
35. ↑  «Relíquia da Babilônia». Consultado em 28 de maio de 2025
36. ↑  «Mestre Ferradura transforma vidas com capoeira». Consultado em 28 de maio de 2025
37. ↑  «Capoeira transforma vidas na comunidade». Consultado em 28 de maio de 2025
38. ↑  «Câmara Municipal». Consultado em 28 de maio de 2025
39. ↑  «Alunos fazem exibição de capoeira aos pais». www.ibc.gov.br. Consultado em 28 de fevereiro de 2020
40. ↑  Bueno, Luzia (15 de dezembro de 2005). «Gêneros da Mídia Impressa no Material Didático e a Notícia Adaptada». Signum: Estudos da Linguagem. 8 (2). 9 páginas. ISSN 2237-4876. doi:10.5433/2237-4876.2005v8n2p9
41. ↑  «Projeto Capoeira da Degase». Odia. Consultado em 12 de abril de 2023
42. ↑  «Projeto Capoeira da Degase». Diário Dorio. Consultado em 12 de abril de 2023
43. ↑  «Vidas Invisíveis: série mostra um novo perfil dos moradores de rua». R7.com. 11 de dezembro de 2019
44. ↑  Como Será? | Rede de solidariedade ajuda pessoas em situação de rua no Rio de Janeiro | Globoplay, consultado em 28 de fevereiro de 2020
45. ↑  «Gingando pela Paz Haiti completa quatro anos». Viva Rio. 1 de outubro de 2012. Consultado em 28 de fevereiro de 2020
46. ↑  «Escola de Capoeira». Portal Capoeira. Consultado em 12 de abril de 2023
47. ↑  «Capoeira Nem, (PDF)». Revistas Ufrj. Consultado em 12 de abril de 2023
48. ↑  «Trabalhos no Instituto Brasileiro de Capoeira-Educação». BNDES. Consultado em 12 de abril de 2023
49. ↑  «Organização com ONG». Capoeira IBCE. Consultado em 12 de abril de 2023
50. ↑  «Semana do Meio Ambiente». Consultado em 28 de maio de 2025
51. ↑  PortaCurtas. «Maré Capoeira». Porta Curtas. Consultado em 28 de fevereiro de 2020